# Sopkovce
Sopkovce jsou obec na Slovensku v okrese Humenné v Prešovském kraji ležící na úpatí Ondavské vrchoviny. Žije zde 100 obyvatel.
První písemná zmínka pochází z roku 1453. Nachází se zde řeckokatolický chrám svatého Mikuláše z roku 1770.